# Aurelio Greco
Aurelio Greco (Catania, 22 marzo 1879 – Roma, 19 aprile 1954) è stato uno schermidore italiano.

## Biografia
Fratello di Agesilao Greco e quartogenito di Salvatore Greco dei Chiaramonte, esponente del Risorgimento siciliano e amico di Garibaldi.
Pittore dilettante, a causa di una drastica decisione familiare dovette accettare l'insegnamento della scherma da parte del fratello Agesilao, già all'apice della carriera schermistica, divenendo anch'egli campione e caposcuola.
Nel 1895 a soli 15 anni, alla Sala Umberto I di Roma, si mise in luce sostenendo sotto la guida di Agesilao una brillante lezione di Arte Schermistica.
Nel 1922 fu l'artefice del “Duello del Secolo” che lo vide vincitore su Candido Sassone. Tale sfida fece seguito ad una lunga polemica a mezzo stampa, che aveva infervorato l'opinione pubblica dell'epoca, e che non poteva avere epilogo diverso da un duello.

### Maestro d'Armi
Nel 1902 a Napoli, conseguì il Diploma di Maestro d'Armi alla Reale Accademia Nazionale. Anche lui calcò le pedane di tutto il mondo, aggiudicandosi i tornei di: Parigi- 1904, Ostenda-1907, Bruxelles- 1897, Anversa - 1897, Buenos Aires- 1903, Bucarest- 1912, Vienna- 1912, Budapest- 1912 e Barcellona- 1912. Greco - Uomini e Maestri d' Armi - Lauriano Gonzales, giornalista sportivo.
Si divise tra le pedane internazionali e la Sala di Via del Seminario a Roma (gestita dal padre fino alla morte, avvenuta nel 1910), dove insegnò per oltre 50 anni insieme al fratello Agesilao. Furono loro ad addestrare campioni, politici e militari del tempo, ed il nipote Enzo figlio della sorella Annetta Adelaide, all'arte della scherma.

## Trattati di scherma
Nel 1907 pubblicò a Roma il trattato La Spada e la sua applicazione in cui promuove le qualità dello schermitore nell'attività del Maestro d'Armi. Nel 1912 il trattato venne premiato con Medaglia d'Oro all'Esposizione Internazionale di Igiene Sociale di Roma

## Onorificenze e Riconoscimenti
Negli anni settanta il Comune di Roma titolò una piazza, "Largo Fratelli Greco Maestri d'Arme", nel quartiere Roma 70 e negli anni cinquanta autorizzò una targa commemorativa da apporre sulla facciata del palazzo di Via del Seminario 87 a Roma (Pantheon) sede dell'Accademia di Scherma a lui intitolata.
Nel 2009 l'Unasci, Unione Nazionale delle Associazioni Sportive Centenarie d'Italia, ha annoverato l'Accademia d'Armi "Aurelio Greco" tra le più antiche d'Italia, in quanto fondata nel 1878.

## Siti Correlati
- https://web.archive.org/web/20090228192934/http://www.renzomusumecigreco.it/index.php?Mod=Pagina&Pagina=14